# Can Carbonell (Caldes de Malavella)
Can Carbonell és una masia al mig de la urbanització Can Carbonell de Caldes de Malavella (Selva), a la que dona nom. La masia és una obra inclosa en l'Inventari del Patrimoni Arquitectònic de Catalunya. L'edifici està compost per dues plantes i altres edificacions annexes que daten del segle xix o XX. Teulat a dues aigües amb teula àrab i cornisa catalana. Totes les obertures són de mida diferent en forma quadrangular i rectangular i estan envoltades per una llinda de pedra. A la part superior de la façana principal s'observa com, una obertura doble en arc de mig punt ha estat tapada.